# Звенигородський Віталій Борисович
Віталій Борисович Звенигоро́дський (16 травня 1931, Денисівка — 6 грудня 2007, Ужгород) — український художник і педагог; член Спілки радянських художників України з 1970 року. Лауреат Закарпатської обласної премії імені Йосипа Бокшая та Адальберта Ерделі за 2001 рік.

## Життєпис
Народився 16 травня 1931 року в селі Денисівці (нині у складі села Марфівки Кропивницького району Кіровоградської області, Україна) в сім'ї службовців. 1939 року його сім'я переїхала до Дрогобича, де батько дістав посаду головного бухгалтера облфінвідділу. Під час німецько-радянської війни перебував в евакуації в Башкирській АРСР.
У 1945 році з сім'єю переїхав до Ужгорода, де навчався в Ужгородській середній школі № 1. Протягом 1947—1952 років продовжив здобувати освіту в Ужгородському училищі прикладного і декоративного мистецтва у Ернеста Контратовича, Вільмоша Береца, Йосипа Бокшая, Адальберта Ерделі; у 1952—1958 роках — у Львівському інституті прикладного та декоративного мистецтва у Йосипа Бокшая, Романа Сельського. Дипломна робота — картина «Вечір на половині» (темпера; керівник Данило Довбошинський).
Після закінчення інституту протягом 1958—1967 років викладав в Ужгородському училищі прикладного і декоративного мистецтва. Серед учнів: Василь Беца, Іван Бровді, Марія Іванчо, Мігаль Іванчо, Іван Мигович, Йожеф Рущак, Олександр Саллер, Володимир Щур.
Протягом 1967—1986 років працював художником Закарпацьких художньо-виробничих майстерень, потім на творчій роботі. Мешкав в Ужгороді в будинку на проспекті 40-річчя Жовтня, № 28, квартира № 64 та у будинку на вулиці Грушевського, № 33, квартира № 91. Помер в Ужгороді 6 грудня 2007 року. Похований в Ужгороді.

## Творчість
Працював у галузях станкового (переважно у жанрі пейзажу) та монументального живопису; займається також художньою обробкою металу (алюміній, бронза, мідь, карбування). Серед робіт:
станкові роботи
- «Околиця Ужгорода» (1960);
- «Весна» (1965; 2007);
- «Вид на полонину» (1966);
- «Тихий вечір» (1967);
- «Гірські далі» (1968);
- «Ранок у горах» (1969, темпера);
- «Полонини» (1969, темпера);
- «Хмари над Пікуєм» (1969, темпера);
- «Полонина» (1972);
- «Зима на перевалі» (1973);
- «Дорога в лісі» (1975, темпера);
- «Молоді ялинки» (1975);
- «Під Бескидами» (1979);
- «Озеро в горах» (1980);
- «Ранок у горах» (1980);
- «Латаття» (1986);
- «Полонина Рівна» (1989);
- «Вовче» (1990);
- «Перший сніг» (1993);
- «Літній вечір» (1993);
- «Синєвирський перевал» (1997);
- «Засніжені Карпати» (1998);
- «Хатинка у снігу» (1998);
- «Під полониною» (1998);
- «Вечір на Ужі» (1999);
- «Бабине літо» (2000);
- «У горах після дощу» (2001);
- «Біля озера» (2002);
- «Карпатський краєвид» (2002);
- «Стара яблуня» (2004);
- «Забута дорога» (2005);
- «Зимовий туман» (2006).

монументальні роботи

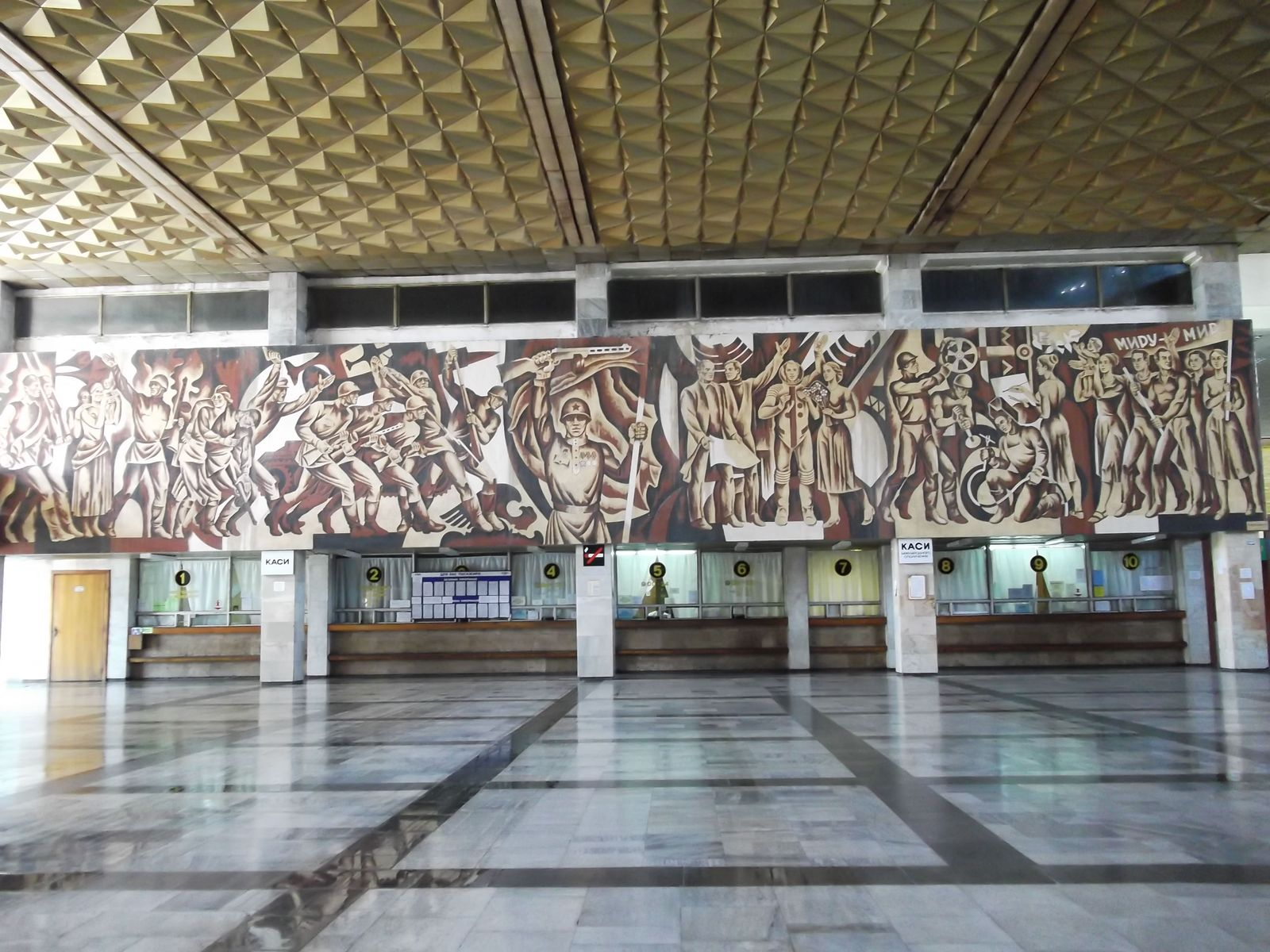
Розпис на станції Чоп

- розписи «Достаток» і «Виноградниці» в актовій залі бюро РАЦСу в Ужгороді (1959);
- розписи «Дружба народів СРСР» в клуб села Петрового Закарпатської області (1960);
- панно «Музиканти» в кафе «Театральному» у Мукачеві (1964, гнутий дріт);
- розпис «За мир» в автопавільйоні села Солотвиного Закарпатської області (1965, сграфіто);
- розпис «По Радянському Союзу» на станції Чоп (1966, гіпсоліт);
- розпис «Угорські колгоспники» в автопавільйоні села Паладь Закарпатської області (1966, сграфіто);
- мозаїка «Дівчата» в автопавільйоні села Пеньків Хмельницької області (1967, кераміка);
- розпис «Збирання врожаю» в автопавільйоні села Дешковиці Закарпатської області (1968, сграфіто);
- панно «Музичний мотив» у магазині вин «Нектар» в Ленінграді (1968, карбування);
- розпис «Урожай» у Будинку культури в селі Молочному Кримської області (1970, сграфіто);
- мозаїка «Бандуристи» у Будинку культури Красноперекопська (1973, смальта);
- розпис «Боротьба за мир» в автопавільйоні села Солотвиного Закарпатської області (1975, сграфіто);

Брав участь в обласних, всеукраїнських, всесоюзних і зарубіжних мистецьких виставках з 1959 року. У 1974 році його роботи експонувалися в Угорщині. Персональні виставки відбулися в Ужгороді у 1982, 2001, 2004, 2007 роках, Києві у 2000 році, Мукачеві у 2003 році.